# Província de Sainyabuli
La província de Sainyabuli (laosià: ໄຊຍະບູລີ) és una província localitzada al nord-oest de Laos. Té una àrea de 16.389 km² i 382.200 habitants.

## Història
L'any 1904 la província va ser cedida per Siam a la colònia de la Indoxina francesa. El 1941 el territori va ser annexat per Tailàndia, de nou sota el nom de  Província de Lan Chang, però va ser retornat a l'estat d'abans de la guerra el 1946.

## Geografia
La província està localitzada al nord-oest del país, i cobreix tota l'àrea a l'oest del riu Mekong. Confina amb la província de Oudomxai al nord, amb la província de Louangphabang i la província de Vientiane a l'est, després limita internacionalment amb Tailàndia. La província és bastant muntanyosa i desproveïda de camins per a vehicles, hi ha una ruta que s'estén de la capital provincial a la frontera tailandesa. La província és rica en fusta i lignit, i és considerada la cistella d'arròs de la part nord laosiana, ja que la major part d'altres províncies del nord són massa muntanyoses per conrear arròs. Altres collites importants inclouen el blat de moro, taronges, el cotó, cacauets i el sèsam.

## Fauna
La Província de Xaingnabuli és la llar de la majoria dels elefants domèstics de Laos. Aproximadament el 75% dels 560 elefants nacionals domesticats treballen en Xaingnabuli. les seves fonts de treball principals són la indústria de talar arbres, que causa una pèrdua en l'hàbitat dels elefants salvatges com el domèstic.

## Districtes
- Boten
- Hongsa
- Kenthao
- Khop
- Ngeun
- Paklai
- Phiang
- Thongmixai
- Sainyabuli
- Xianghon